# Catocala promissa
Espèce
La Promise (Catocala promissa) est une espèce de lépidoptères de la famille des Erebidae.

## Distribution
Comme Catocala sponsa (la Fiancée), on la trouve dans presque toute l'Europe sauf le nord (Scandinavie et nord de la Russie), en Afrique du Nord et depuis l'Anatolie jusqu'au Caucase. Présente dans toute la France, (sauf la Bretagne), les imagos volent de juin à août.

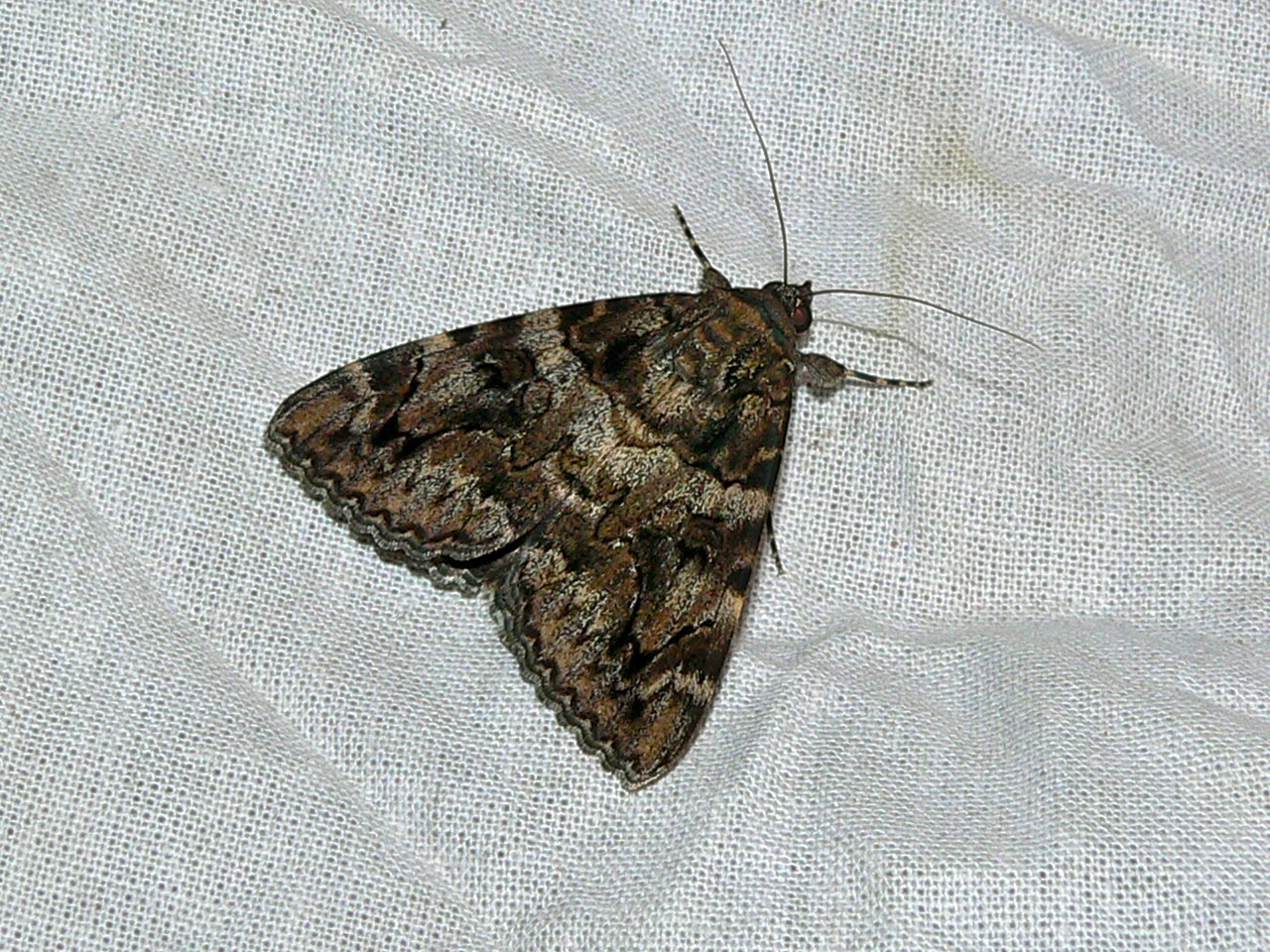
vue dorsale

## Description
Plus petite que Catocala sponsa, ses ailes antérieures sont plus grises et la bande médiane foncée des postérieures rouges est plus fine, moins coudée.

## Chenille
Sa larve se nourrit sur les chênes et sur le châtaignier.